# Joseph Marie Jacquard
Joseph Marie Charles, supranumit Jacquard, (n. 7 iulie 1752, Lyon - d. 7 august 1834, Oullins), a fost un inventator francez, care a lăsat drept moștenire primul război de țesut semi-automat.
Fiul unui lucrător în industria textilă ("meșter-fabricant"), el a profesat diverse meserii, dintre care unele în strânsă legătură cu producerea mătăsurilor, dar și cu arta imprimeriei. Studiind de unul singur mecanica, reușește în 1801 să pună la punct războiul de țesut Jacquard care îi poartă numele. Dezvoltând o idee anterioară a lui Jacques de Vaucanson, Jacquard își dotează războiul de țesut cu un ingenios mecanism care selecta diferențiat firele de urzeală după un „program” înscris pe plăcuțe perforate (inventatorul cartelelor perforate fiind Basile Bouchon). Prin această inovație, războiul de țesut devine mult mai simplu de operat, reducându-se numărul de lucrători la unul singur, față de condițiile anterioare, când era necesar efortul conjugat al mai multor operatori umani.
La 12 aprilie 1815, aflându-se în sejur la Lyon, Napoleon I descoperă din întâmplare invenția lui Jacquard. Nu mult după aceea, datorită faptului că se făcuse apreciat de însuși Napoleon, Jacquard este distins de către Academia din Lyon cu Premiul Inventatorilor. După această dată, el va acumula premii de onoare și recompense. Pe 17 noiembrie 1819, Joseph Marie Jacquard este ridicat în rangul de cavaler al Legiunii de Onoare. În 1826, el este numit consilier municipal la Oullins.
Perfecționat de Jean-Antoine Breton în 1806 și în 1817, războiul de țesut Jacquard cunoaște un extraordinar succes internațional (anumite modele încă mai sunt în uz și în prezent). La Lyon, războiul de țesut semi-automat Jacquard va pune bazele Revoluției Industriale, fenomen social ce va profita în desfășurarea lui de renumele orașului Lyon, dar care va provoca și o restructurare socială severă (datorită mecanizării industriei și a scăderii nevoii de lucrători umani). Din această cauză, războiul de țesut Jacquard, învinuit de a fi provocat concedierea multor lucrători textili, este invocat drept una dintre cauzele Revoltei Canuților (franceză canut = lucrător din industria textilă) de la 1831.
La data de 16 august 1840, în piața Sathonay din Lyon, a fost inaugurată o statuie din bronz în onoarea inventatorului Joseph Marie Jacquard. În 1898, statuia este strămutată în piața Croix-Rousse și face elogiul „binefăcătorului muncitorilor din Lyon”. Statuia a fost topită în anul 1942 și este înlocuită în zilele noastre de o nouă lucrare în piatră.
Războiul de țesut cu plăcuțe perforate, care l-a inspirat și pe Charles Babbage în construirea unei mașini de calcul, este prezentat cel mai adesea drept strămoșul computerului. Acesta folosea cartela perforată, funcționa într-un sistem binar și avea un program fix care opera în timp real. Structura războiului de țesut Jacquard seamănă izbitor cu arhitectura unui computer modern: partea de stocare (magazia), partea de procesare (moara) și cartelele perforate (programul).